# Judeen (bergskedja i Israel)
Judeen (engelska: Judean Mountains, hebreiska: הרי יהודה, יהודה) är en bergskedja i Israel, på gränsen till Palestina (stat). Den ligger i den centrala delen av landet.